# Alifatické halogensloučeniny
Alifatické halogensloučeniny jsou halogenderiváty uhlovodíků s otevřeným (přímým nebo rozvětveným) uhlíkovým řetězcem. 

## Vlastnosti
Protože organické halogenové sloučeniny se v přírodě nevyskytují, jde o látky, které se velmi obtížně rozkládají, a tak patří mezi perzistentní organické látky (ovšem výjimku tvoří např. hormony štítné žlázy thyroxin a trijodthyronin obsahující jod. Nižší halogenderiváty s jedním halogenem v molekule jsou za normálních podmínek plyny (např. fluormethan), halogenderiváty s více halogeny v molekule nebo odvozené od vyšších uhlovodíků jsou těkavé kapaliny (např. dichlormethan, chloroform).
Mnohé tyto látky jsou toxické.

## Použití

### Freony
Chlor-fluorované uhlovodíky (tzv. freony) se dříve používaly jako chladiva a hnací plyny, ovšem poškozují ozonovou vrstvu, a tak se od jejich používání ustupuje a nahrazují se jinými látkami.

### Výroba plastů
Halogenderiváty nenasycených uhlovodíků se často používají na výrobu plastů, jako jsou např. polyvinylchlorid (PVC), teflon nebo chloroprenový kaučuk.

### Ostatní
Ostatní halogenuhlovodíky se používají např. k výrobě jiných sloučenin, chloroform se dříve používal jako anestetikum.

## Rozdělení
Alifatické halogensloučeniny se dají, jako ostatní halogenderiváty, rozdělit na:
- fluorované deriváty (fluormethan, fluoroform, ...)
- chlorované deriváty (chloroform, tetrachlormethan, ...)
- bromované deriváty (brommethan, bromoform...)
- jodované deriváty (jodmethan, jodoform, ...)